# Lista odcinków serialu 12 małp
Poniżej znajduje się lista odcinków serialu telewizyjnego 12 małp (serial telewizyjny) – emitowanego przez amerykańską stację telewizyjną  SyFy od 16 stycznia 2015 roku do 6 lipca 2018 roku. Powstały cztery sezony, które łącznie składają się z 47 odcinków. W Polsce serial jest emitowany od 18 stycznia 2015 przez SciFi Universal
| Sezon | Sezon | Odcinki | Oryginalna emisja SyFy | Oryginalna emisja SyFy | Oryginalna emisja SciFi Universal | Oryginalna emisja SciFi Universal | Oryginalna emisja SciFi Universal |
| Sezon | Sezon | Odcinki | Premiera sezonu        | Finał sezonu           | Premiera sezonu                   | Finał sezonu                      |                                   |
| ----- | ----- | ------- | ---------------------- | ---------------------- | --------------------------------- | --------------------------------- | --------------------------------- |
|       | 1     | 13      | 16 stycznia 2015       | 10 kwietnia 2015       | 18 stycznia 2015                  | 12 kwietnia 2015                  |                                   |
|       | 2     | 13      | 18 kwietnia 2016       | 18 lipca 2016          | 16 października 2016              | 8 stycznia 2017                   |                                   |
|       | 3     | 10      | 19 maja 2017           | 21 maja 2017           |                                   |                                   |                                   |
|       | 4     | 11      | 15 czerwca 2018        | 6 lipca 2018           | —                                 | —                                 |                                   |

## Sezon 1 (2015)
| Nr | #  | Tytuł              | Polski tytuł         | Reżyseria       | Scenariusz                                          | Premiera         | Premiera         |
| -- | -- | ------------------ | -------------------- | --------------- | --------------------------------------------------- | ---------------- | ---------------- |
| 1  | 1  | Pilot              | Pilot                | Jeffrey Reiner  | Terry Matalas, Travis Fickett                       | 16 stycznia 2015 | 18 stycznia 2015 |
| 2  | 2  | Mentally Divergent | Rozdwojenienie jaźni | David Grossman  | Natalie Chaidez                                     | 23 stycznia 2015 | 25 stycznia 2015 |
| 3  | 3  | Cassandra Complex  | Kompleksy Cassandry  | Michael Waxman  | Rebecca Kirsch                                      | 30 stycznia 2015 | 1 lutego 2015    |
| 4  | 4  | Atari              | Atari                | David Grossman  | Terry Matalas, Travis Fickett                       | 6 lutego 2015    | 8 lutego 2015    |
| 5  | 5  | The Night Room     | Nocny gabinet        | David Boyd      | Dick Robbins                                        | 13 lutego 2015   | 15 lutego 2015   |
| 6  | 6  | The Red Forest     | Czerwony las         | Alex Zakrzewski | Christopher Monfette                                | 20 lutego 2015   | 22 lutego 2015   |
| 7  | 7  | The Keys           | Klucz                | John Badham     | Sean Tretta                                         | 27 lutego 2015   | 1 marca 2015     |
| 8  | 8  | Yesterday          | Wczoraj              | Michael Waxman  | Oliver Grigsby, Natalie Chaidez                     | 6 marca 2015     | 8 marca 2015     |
| 9  | 9  | Tomorrow           | Nazajutrz            | T.J. Scott      | Rebecca Kirsch                                      | 13 marca 2015    | 15 marca 2015    |
| 10 | 10 | Divine Move        | Boski ruch           | Magnus Martens  | Terry Matalas, Travis Fickett, Christopher Monfette | 20 marca 2015    | 22 marca 2015    |
| 11 | 11 | Shonin             | Shonin               | Mark Tonderai   | Sean Tretta                                         | 27 marca 2015    | 29 marca 2015    |
| 12 | 12 | Paradox            | Paradoks             | Dennie Gordon   | Terry Matalas, Dick Robbins                         | 3 kwietnia 2015  | 5 kwietnia 2015  |
| 13 | 13 | Arms of Mine       | Własnymi rękoma      | David Grossman  | Travis Fickett, Terry Matalas                       | 10 kwietnia 2015 | 12 kwietnia 2015 |

## Sezon 2 (2016)
| Nr | #  | Tytuł              | Polski tytuł      | Reżyseria        | Scenariusz                    | Premiera         | Premiera             |
| -- | -- | ------------------ | ----------------- | ---------------- | ----------------------------- | ---------------- | -------------------- |
| 14 | 1  | Year of the Monkey | Rok małpy         | David Grossman   | Terry Matalas, Travis Fickett | 18 kwietnia 2016 | 16 października 2016 |
| 15 | 2  | Primary            | Podstawówka       | Magnus Martens   | Sean Tretta                   | 25 kwietnia 2016 | 23 października 2016 |
| 16 | 3  | One Hundred Years  | Sto lat           | David Grossman   | Michael Sussman               | 2 maja 2016      | 30 października 2016 |
| 17 | 4  | Emergence          | Na ratunek        | David Grossman   | Richard E. Robbins            | 9 maja 2016      | 6 listopada 2016     |
| 18 | 5  | Bodies of Water    | Wodne ciała       | Mairzee Almas    | Kristen Reidel                | 16 maja 2016     | 13 listopada 2016    |
| 19 | 6  | Immortal           | Nieśmiertelny     | David Greene     | Ian Sobel, Matt Morgan        | 23 maja 2016     | 20 listopada 2016    |
| 20 | 7  | Meltdown           | Fiasko            | Grant Harvey     | Richard E. Robbins            | 30 maja 2016     | 27 listopada 2016    |
| 21 | 8  | Lullaby            | Kołysanka         | Grant Harvey     | Dick Robbins                  | 6 czerwca 2016   | 4 grudnia 2016       |
| 22 | 9  | Hyena              | Hiena             | Bill Eagles      |                               | 13 czerwca 2016  | 11 grudnia 2016      |
| 23 | 10 | Fatherland         | Ojczyzna          | Guy Norman Bee   | Oliver Grigsby                | 20 czerwca 2016  | 18 grudnia 2016      |
| 24 | 11 | Resurrection       | Zmartwychwstanie  | Kevin Tancharoen | Richard E. Robbins            | 27 czerwca 2016  | 25 grudnia 2016      |
| 25 | 12 | Blood Washed Away  | Ślady krwi        | David Grossman   | Sean Tretta                   | 11 lipca 2016    | 1 stycznia 2017      |
| 26 | 13 | Memory of Tomorrow | Obraz przyszłości | David Grossman   | Terry Matalas                 | 18 lipca 2016    | 8 stycznia 2017      |

## Sezon 3 (2017)
| Nr | #  | Tytuł     | Polski tytuł        | Reżyseria         | Scenariusz                         | Premiera     | Premiera     |
| -- | -- | --------- | ------------------- | ----------------- | ---------------------------------- | ------------ | ------------ |
| 27 | 1  | Mother    | Matka               | Terry Matalas     | Terry Matalas                      | 19 maja 2017 | nieemitowany |
| 28 | 2  | Guardians | Strażnicy           | David Grossman    | Sean Tretta                        | 19 maja 2017 | nieemitowany |
| 29 | 3  | Enemy     | Wróg                | David Grossman    | Christopher Monfette               | 19 maja 2017 | nieemitowany |
| 30 | 4  | Brothers  | Bracia              | Joe Menendez      | Travis Fickett, Kristen Reidel     | 21 maja 2017 | nieemitowany |
| 31 | 5  | Causality | Związek przyczynowy | David Greene      | Kristen Reidel                     | 20 maja 2017 | nieemitowany |
| 32 | 6  | Nature    | Natura              | Kat Candler       | Ian Sobel, Matt Morgan             | 20 maja 2017 | nieemitowany |
| 33 | 7  | Nurture   | Wychowanie          | Steven A. Adelson | Adam Sussman, Christopher Monfette | 20 maja 2017 | nieemitowany |
| 34 | 8  | Masks     | Maski               | David Grossman    | Tony Elliott, Sean Tretta          | 21 maja 2017 | nieemitowany |
| 35 | 9  | Thief     | Złodziej            | David Grossman    | Sean Tretta                        | 21 maja 2017 | nieemitowany |
| 36 | 10 | Witness   | Świadek             | Grant Harvey      | Terry Matalas                      | 21 maja 2017 | nieemitowany |

## Sezon 4 (2018)
| Nr | #  | Tytuł                | Polski tytuł         | Reżyseria         | Scenariusz                                  | Premiera        | Premiera     |
| -- | -- | -------------------- | -------------------- | ----------------- | ------------------------------------------- | --------------- | ------------ |
| 37 | 1  | The End              | Koniec               | David Grossman    | Sean Tretta                                 | 15 czerwca 2018 | nieemitowany |
| 38 | 2  | Ouroboros            | Uroboros             | Terry Matalas     | Terry Matalas                               | 15 czerwca 2018 | nieemitowany |
| 39 | 3  | 45 RPM               | 45 obr./min          | Christopher Byrne | Sean Tretta                                 | 15 czerwca 2018 | nieemitowany |
| 40 | 4  | Legacy               | Dziedzictwo          | Joe Menendez      | Christopher Monfette                        | 22 czerwca 2018 | nieemitowany |
| 41 | 5  | After                | Potem                | Sheree Folkson    | Oliver Grigsby                              | 22 czerwca 2018 | nieemitowany |
| 42 | 6  | Die Glocke           | Głos                 | David Grossman    | Sarah C Mueller, Terry Matalas, Sean Tretta | 22 czerwca 2018 | nieemitowany |
| 43 | 7  | Daughters            | Córki                | Mairzee Almas     | Christopher Monfette                        | 29 czerwca 2018 | nieemitowany |
| 44 | 8  | Demons               | Demony               | David Grossman    | Sean Tretta                                 | 29 czerwca 2018 | nieemitowany |
| 45 | 9  | One Minute More      | Jeszcze jedna minuta | David Grossman    | Kristen Reidel                              | 29 czerwca 2018 | nieemitowany |
| 46 | 10 | The Beginning Part 1 | Początek - część 1   | Terry Matalas     | Terry Matalas                               | 6 lipca 2018    | nieemitowany |
| 47 | 11 | The Beginning Part 2 | Początek - część 2   | Terry Matalas     | Terry Matalas                               | 6 lipca 2018    | nieemitowany |